# K'an Joy Chitam I
 (juillet 2018).
Si vous disposez d'ouvrages ou d'articles de référence ou si vous connaissez des sites web de qualité traitant du thème abordé ici, merci de compléter l'article en donnant les références utiles à sa vérifiabilité et en les liant à la section « Notes et références ».

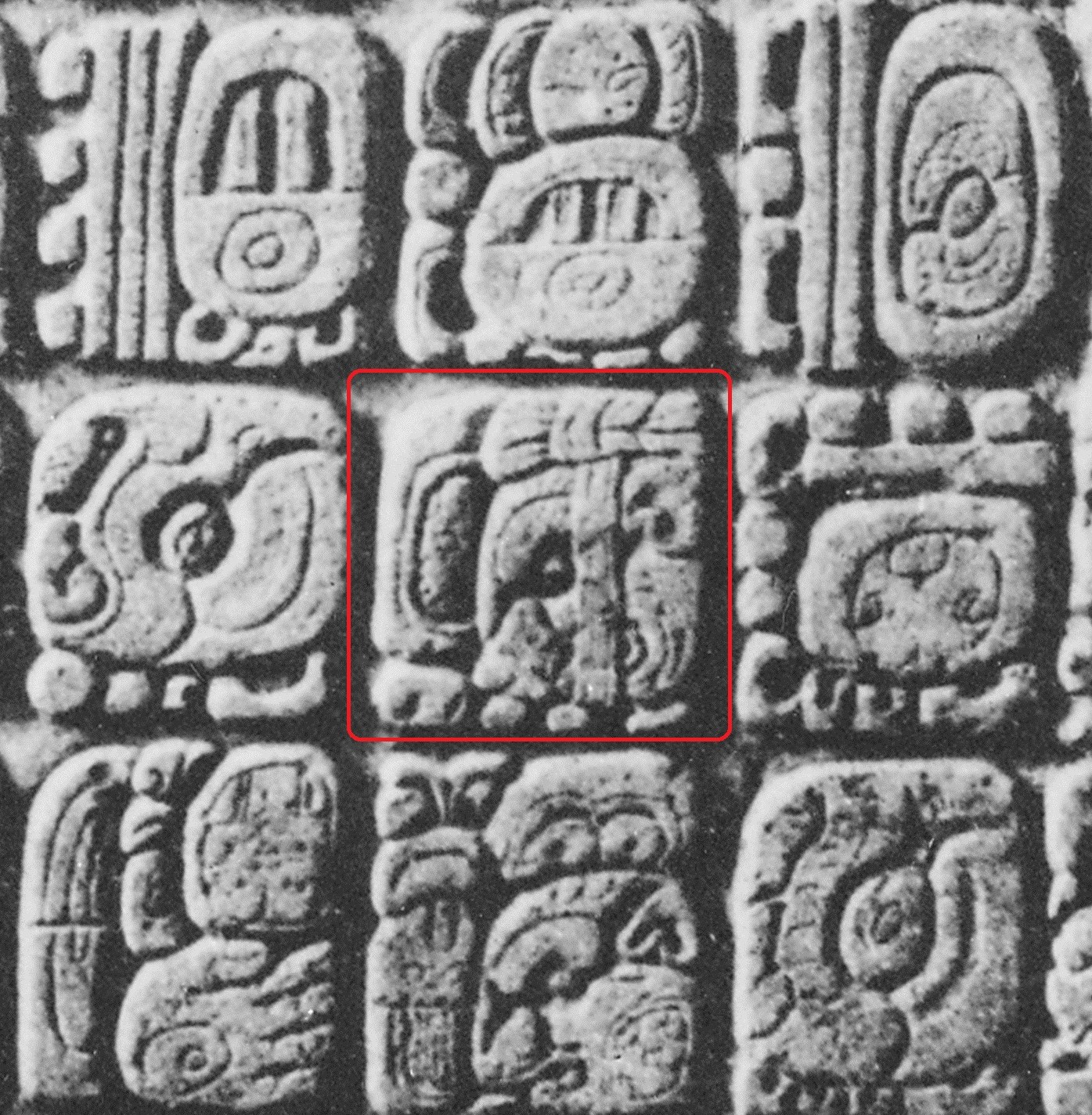
Dans le panneau central, représentation de K'an Joy Chitam I au temple de Cruz à Palenque.

K'an Joy Chitam I (3 mai 490-6 février 465) également connu sous le nom de Hok, Kan Xul I et k'an Hok était un ajaw de la ville maya de Palenque. Il accéda au trône le 6 février 529 à l'âge de 34 ans et régna jusqu'au 6 février 565. Il mit fin à un interrègne d'un peu plus de 4 ans. Son prédécesseur était Ahkal Mo 'Nahb I et son successeur Ahkal Mo 'Nahb II.